# Le Frêche
Pour les articles homonymes, voir Frêche.
Le Frêche est une commune du Sud-Ouest de la France, située dans le département des Landes (région Nouvelle-Aquitaine).

## Géographie

### Localisation
La commune est limitrophe du département du Gers. Elle est située au cœur de la région d'Armagnac.
Climat Atlantique avec de fortes gelées l'hiver, grosses chaleurs en été et une pluviométrie de 1000 mm par an.

### Communes limitrophes
Les communes limitrophes sont  Arthez-d'Armagnac, Labastide-d'Armagnac, Lacquy, Lannemaignan, Saint-Justin et Villeneuve-de-Marsan.
| Lacquy               | Saint-Justin      |                      |
| Villeneuve-de-Marsan | du Frêche         | Labastide-d'Armagnac |
|                      | Arthez-d'Armagnac | Lannemaignan (Gers)  |

### Climat
Pour des articles plus généraux, voir Climat de la Nouvelle-Aquitaine et Climat des Landes.
Historiquement, la commune est exposée à un climat océanique aquitain.  
En 2020, Météo-France publie une typologie des climats de la France métropolitaine dans laquelle la commune est exposée à un climat océanique et est dans la région climatique  Aquitaine, Gascogne, caractérisée par une pluviométrie abondante au printemps, modérée en automne, un faible ensoleillement au printemps, un été chaud (19,5 °C), des vents faibles, des brouillards fréquents en automne et en hiver et des orages fréquents en été (15 à 20 jours).
Pour la période 1971-2000, la température annuelle moyenne est de 12,9 °C, avec une amplitude thermique annuelle de 14,9 °C. Le cumul annuel moyen de précipitations est de 968 mm, avec 11,8 jours de précipitations en janvier et 7,3 jours en juillet. Pour la période 1991-2020, la température moyenne annuelle observée sur la station météorologique la plus proche, située sur la commune de Créon-d'Armagnac à 13 km à vol d'oiseau, est de 13,1 °C et le cumul annuel moyen de précipitations est de 865,3 mm,. Pour l'avenir, les paramètres climatiques de la commune estimés pour 2050 selon différents scénarios d’émission de gaz à effet de serre sont consultables sur un site dédié publié par Météo-France en novembre 2022.

## Urbanisme

### Typologie
Au 1er janvier 2024, Le Frêche est catégorisée commune rurale à habitat très dispersé, selon la nouvelle grille communale de densité à sept niveaux définie par l'Insee en 2022.
Elle est située hors unité urbaine. Par ailleurs la commune fait partie de l'aire d'attraction de Mont-de-Marsan, dont elle est une commune de la couronne,. Cette aire, qui regroupe 101 communes, est catégorisée dans les aires de 50 000 à moins de 200 000 habitants,.

### Occupation des sols

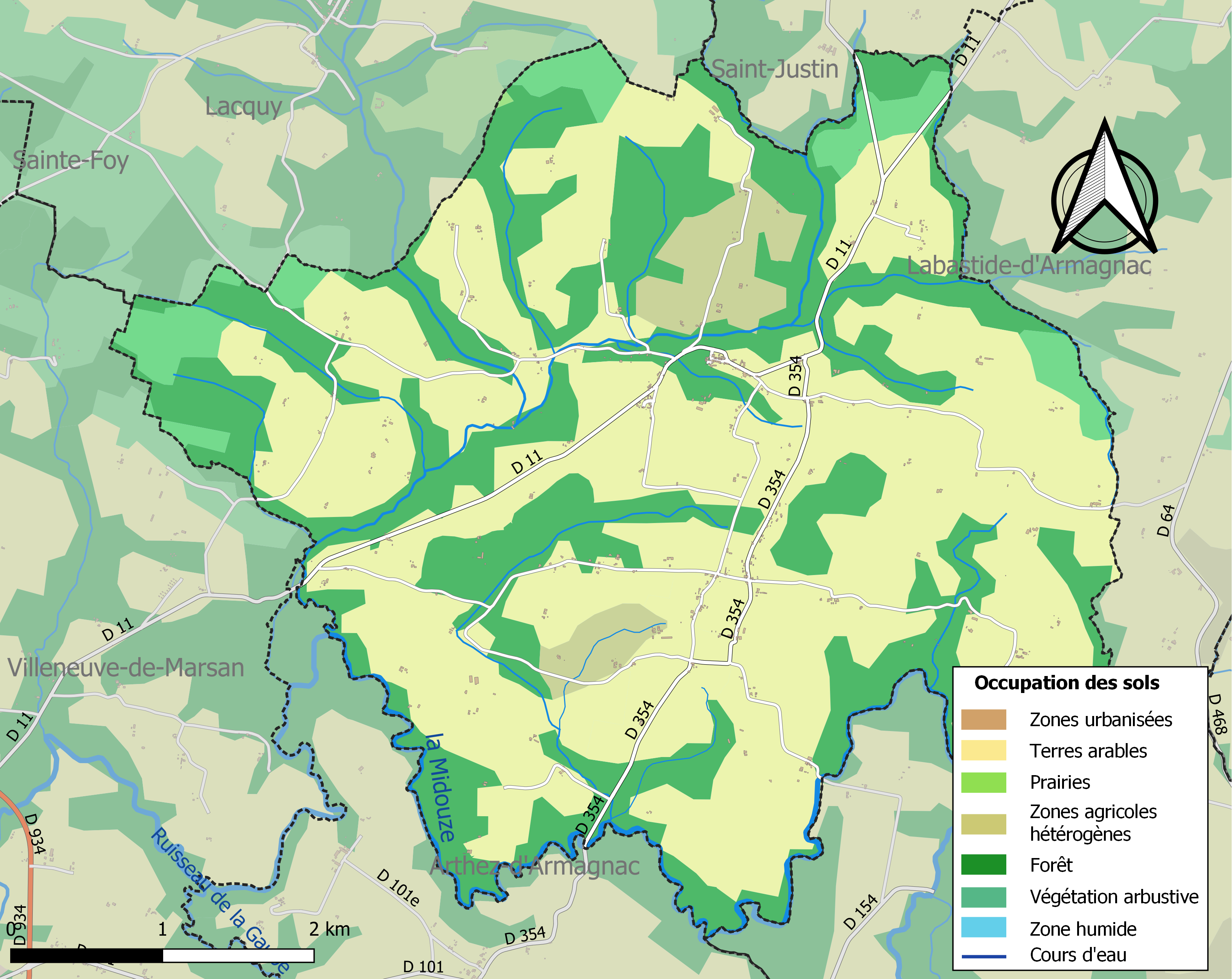
Carte des infrastructures et de l'occupation des sols de la commune en 2018 (CLC).

L'occupation des sols de la commune, telle qu'elle ressort de la base de données européenne d’occupation biophysique des sols Corine Land Cover (CLC), est marquée par l'importance des territoires agricoles (61,7 % en 2018), une proportion sensiblement équivalente à celle de 1990 (61,4 %). La répartition détaillée en 2018 est la suivante : terres arables (55,1 %), forêts (33,8 %), milieux à végétation arbustive et/ou herbacée (4,5 %), zones agricoles hétérogènes (4 %), cultures permanentes (2,7 %). L'évolution de l’occupation des sols de la commune et de ses infrastructures peut être observée sur les différentes représentations cartographiques du territoire : la carte de Cassini (XVIIIe siècle), la carte d'état-major (1820-1866) et les cartes ou photos aériennes de l'IGN pour la période actuelle (1950 à aujourd'hui).

### Risques majeurs
Le territoire de la commune du Frêche est vulnérable à différents aléas naturels : météorologiques (tempête, orage, neige, grand froid, canicule ou sécheresse), inondations, feux de forêts, mouvements de terrains et séisme (sismicité très faible). Il est également exposé à un risque technologique,  le transport de matières dangereuses. Un site publié par le BRGM permet d'évaluer simplement et rapidement les risques d'un bien localisé soit par son adresse soit par le numéro de sa parcelle.

#### Risques naturels
Certaines parties du territoire communal sont susceptibles d’être affectées par le risque d’inondation par débordement de cours d'eau, notamment la Midouze. La commune a été reconnue en état de catastrophe naturelle au titre des dommages causés par les inondations et coulées de boue survenues en 1999 et 2009,.
Le Frêche est exposée au risque de feu de forêt. Depuis le 20 avril 2016, les départements de la Gironde, des Landes et de Lot-et-Garonne disposent d’un règlement interdépartemental de protection de la forêt contre les incendies. Ce règlement vise à mieux prévenir les incendies de forêt, à faciliter les interventions des services et à limiter les conséquences, que ce soit par le débroussaillement, la limitation de l’apport du feu ou la réglementation des activités en forêt. Il définit en particulier cinq niveaux de vigilance croissants auxquels sont associés différentes mesures,.
Les mouvements de terrains susceptibles de se produire sur la commune sont des affaissements et effondrements liés aux cavités souterraines (hors mines) et des tassements différentiels. Par ailleurs, afin de mieux appréhender le risque d’affaissement de terrain, un inventaire national permet de localiser les éventuelles cavités souterraines sur la commune.

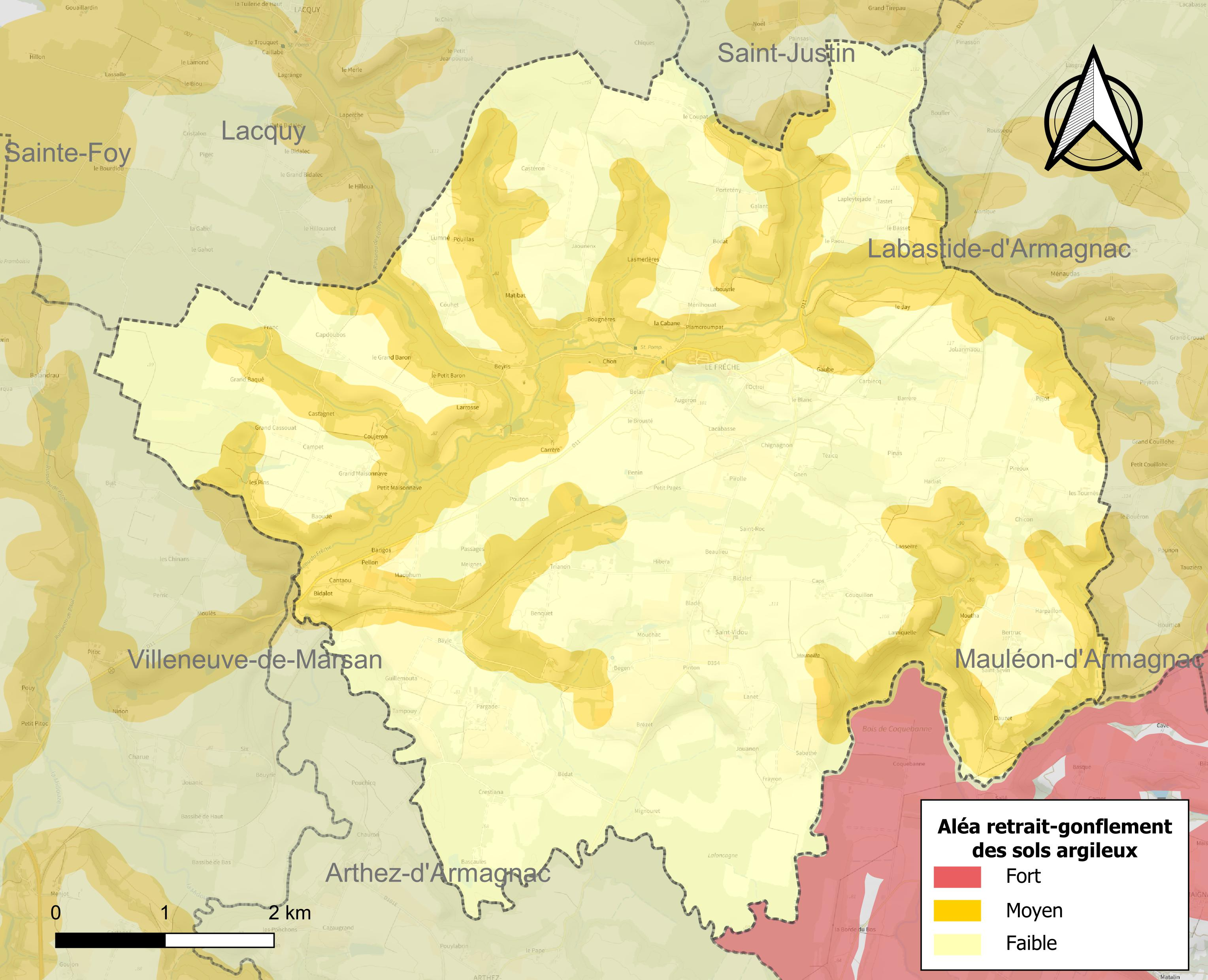
Carte des zones d'aléa retrait-gonflement des sols argileux du Frêche.

Le retrait-gonflement des sols argileux est susceptible d'engendrer des dommages importants aux bâtiments en cas d’alternance de périodes de sécheresse et de pluie. 35,1 % de la superficie communale est en aléa moyen ou fort (19,2 % au niveau départemental et 48,5 % au niveau national). Sur les 231 bâtiments dénombrés sur la commune en 2019, 67 sont en aléa moyen ou fort, soit 29 %, à comparer aux 17 % au niveau départemental et 54 % au niveau national. Une cartographie de l'exposition du territoire national au retrait gonflement des sols argileux est disponible sur le site du BRGM,.
Concernant les mouvements de terrains, la commune a été reconnue en état de catastrophe naturelle au titre des dommages causés par la sécheresse en 1989 et par des mouvements de terrain en 1999.

#### Risques technologiques
Le risque de transport de matières dangereuses sur la commune est lié à sa traversée par une ou des infrastructures routières ou ferroviaires importantes ou la présence d'une canalisation de transport d'hydrocarbures. Un accident se produisant sur de telles infrastructures est susceptible d’avoir des effets graves sur les biens, les personnes ou l'environnement, selon la nature du matériau transporté. Des dispositions d’urbanisme peuvent être préconisées en conséquence.

## Toponymie
Le Frêche est une francisation du gascon Lo Hrèishe. « Lo » (article) + « F/Hrèishe » (latin fraxinum) : le frêne.

## Histoire
Installé depuis 1256 à Beyries (à 1 km à l'ouest du bourg du Frêche), le couvent de sainte Claire ou des clarisses est transféré à Mont-de-Marsan en 1275, à la suite d'un procès-verbal signé par Pierre de Betous, l'évêque d'Aire,.
Le 7 août 1530, le roi François Ier épouse au Frêche en secondes noces Éléonore de Habsbourg (1498-1558) sœur de Charles Quint, veuve du roi Emmanuel Ier de Portugal et fille de Philippe Ier de Habsbourg et de la reine Jeanne Ire de Castille.
Description en 1640 ou 1641 par Pierre Duval : "[Le bourg] du Fraische est accompagné de son chasteau, situé avantageusement comme ayant esté une place de consideration du temps de la domination des Anglois en ces quartiers ; & il semble que le gros pavé qui y reste, soit de leur ouvrage : non loin d’ici est l’ancienne Abbaye de Veries, appartenante aux Religieuses de sainte Claire du Mont de Marsan, & fondée avec de bons revenus par le Roy François premier, quand il y passa avec la Reine Eleonor sa seconde femme. L’Eglise y est aujourd’huy toute ruinée."
Entre 1790 et 1794, Le Frèche (devenu Le Frêche uniquement en 1962) absorbe la commune éphémère de Goussiès.

## Politique et administration
| Période                                  | Période  | Identité           | Étiquette | Qualité                                                                      |
| ---------------------------------------- | -------- | ------------------ | --------- | ---------------------------------------------------------------------------- |
| 1995                                     | 2014     | Georges Dumon      |           | Retraité                                                                     |
| 2014                                     | 2020     | Maryvonne Florence | PS        | Retraitée Conseillère générale du canton de Villeneuve-de-Marsan (2008-2015) |
| 2020                                     | En cours | Nadine Bougue      |           |                                                                              |
| Les données manquantes sont à compléter. |          |                    |           |                                                                              |

## Démographie
L'évolution du nombre d'habitants est connue à travers les recensements de la population effectués dans la commune depuis 1793. Pour les communes de moins de 10 000 habitants, une enquête de recensement portant sur toute la population est réalisée tous les cinq ans, les populations de référence des années intermédiaires étant quant à elles estimées par interpolation ou extrapolation. Pour la commune, le premier recensement exhaustif entrant dans le cadre du nouveau dispositif a été réalisé en 2008.

En 2022, la commune comptait 388 habitants, en évolution de −0,77 % par rapport à 2016 (Landes : +5,78 %, France hors Mayotte : +2,11 %).
| 1793  | 1800 | 1806 | 1821 | 1831 | 1836 | 1841 | 1846 | 1851  |
| ----- | ---- | ---- | ---- | ---- | ---- | ---- | ---- | ----- |
| 1 600 | 992  | 894  | 923  | 971  | 944  | 929  | 944  | 1 004 |

| 1856  | 1861  | 1866  | 1872 | 1876 | 1881 | 1886 | 1891 | 1896 |
| ----- | ----- | ----- | ---- | ---- | ---- | ---- | ---- | ---- |
| 1 064 | 1 056 | 1 052 | 947  | 992  | 990  | 962  | 909  | 917  |

| 1901 | 1906 | 1911 | 1921 | 1926 | 1931 | 1936 | 1946 | 1954 |
| ---- | ---- | ---- | ---- | ---- | ---- | ---- | ---- | ---- |
| 880  | 863  | 784  | 693  | 694  | 699  | 661  | 610  | 646  |

| 1962 | 1968 | 1975 | 1982 | 1990 | 1999 | 2006 | 2008 | 2013 |
| ---- | ---- | ---- | ---- | ---- | ---- | ---- | ---- | ---- |
| 550  | 529  | 472  | 438  | 392  | 386  | 392  | 394  | 382  |

| 2018 | 2022 | - | - | - | - | - | - | - |
| ---- | ---- | - | - | - | - | - | - | - |
| 409  | 388  | - | - | - | - | - | - | - |

## Économie
Le Frêche est située en plein cœur de la région d'Armagnac et produit à ce titre un armagnac AOC.

## Lieux et monuments

### Six églises
La commune du Frêche a jadis compté six églises sur son territoire. Seule subsiste aujourd'hui, à un quart de lieue au sud du village, l'église Saint-Vidou du Frêche (Saint-Victor), qui était placée au XVIe siècle sous la dépendance de Saint-Barthélemy de Goussies. Les autres lieux de culte ont soit disparu soit conservent quelques vestiges :
- Au centre du bourg, l'effondrement de l'église Saint-Pierre du Frêche n'a laissé subsister que le mur de façade de la nef et le clocher. Le mur, fait de moellons avec des angles de briques et percé d'une porte en arc brisé sans décor, peut être de la fin du Moyen Âge. En revanche, bien que le clocher soit couronné de petits arcs de tradition préromane, il n'est pas antérieur au XVIIIe siècle, comme l'indique la date de 1741 gravée sur la clé de son arcade occidentale[33]
- À l'est du village, l'église Saint-Laurent semble avoir été détruite au cours de la Révolution française. Il n'en subsiste plus de trace[33]
- A Beyris, distant de quelques centaines de mètres de la précédente église, un couvent de Clarisses (ordre de religieuses créé en 1212 par Claire d'Assise à la demande de François d'Assise) est fondé avant 1256 sous le même vocable de Saint-Laurent par Raymond, évêque d'Aire. Sans doute abandonné pendant la Guerre de Cent Ans, ce couvent est réoccupé après la fin des hostilités. Le 8 juillet 1530, le mariage de François Ier et d'Éléonore d'Autriche y est célébré[34]. L'église et les bâtiments conventuels sont pillés par les Huguenots au XVIe siècle, et il n'en subsiste plus qu'une construction de briques à un étage, dont les murs en grande partie ruinés sont percés de fenêtres pouvant remonter à la fin du XVe siècle. On n'y voit plus aucun élément évoquant une destination proprement religieuse[33]
- Au nord, une église Saint-Etienne est bâtie sur un site sur lequel des fouilles sommaires ont retrouvé, en 1892, des mosaïques d'une villa antique datées du IVe siècle. L'église comportait une nef et un collatéral respectivement de 6 m et de 3 m de largeur. Elle ne présente plus aujourd'hui que quelques murs faits de petits moellons et de tegulæ antiques, et percés de trois fenêtres étroites[33]
- Élevée sur le rebord d'un plateau dominant le Midou, Saint-Barthélemy de Goussies, mentionnée dès 1242, a disparu au début du XIXe siècle[33]

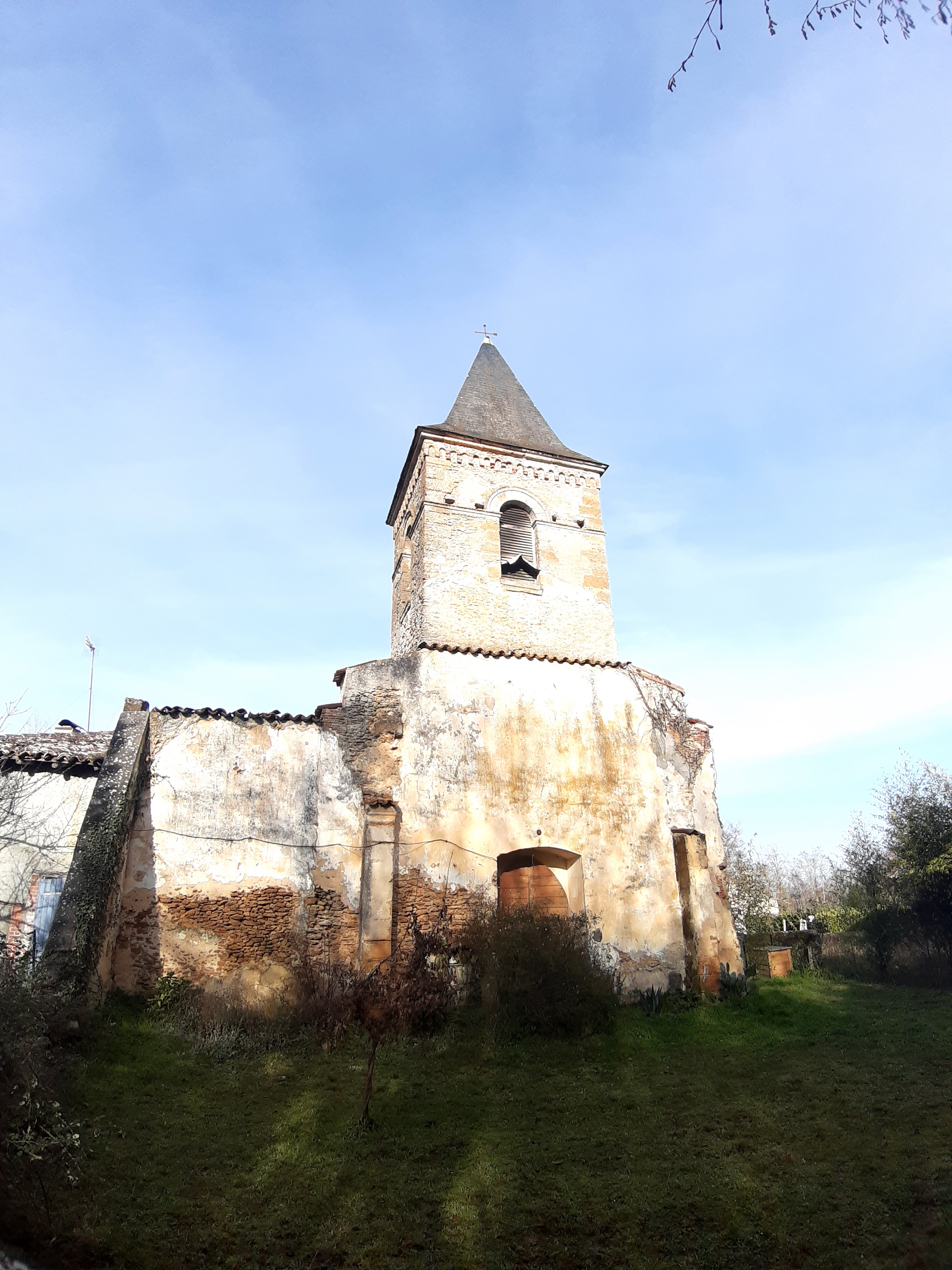
Vestiges de l'église Saint-Pierre du Frêche.
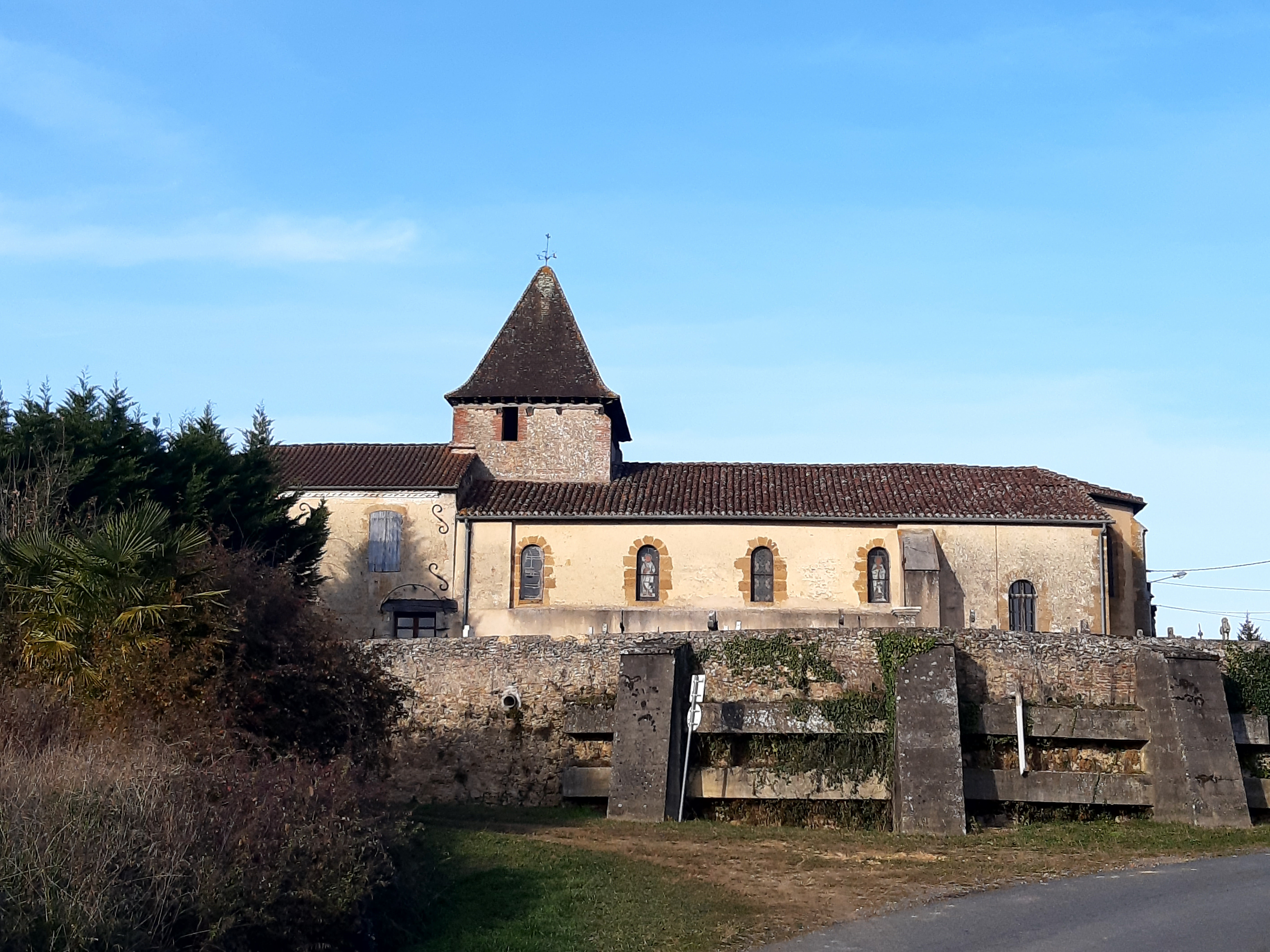
Église Saint-Vidou du Frêche.

### Maisons nobles
- Château Lafitte ;
- Château de Saint-Vidou ;
- Maison forte de Tampouy. Le 8 juillet 1530, des gens de la suite de François Ier séjournent dans cette maison forte à l'occasion du deuxième mariage du roi, célébré au couvent des Clarisses, en la paroisse du Frêche, avec Eléonore d'Autriche, sœur de Charles Quint[34].

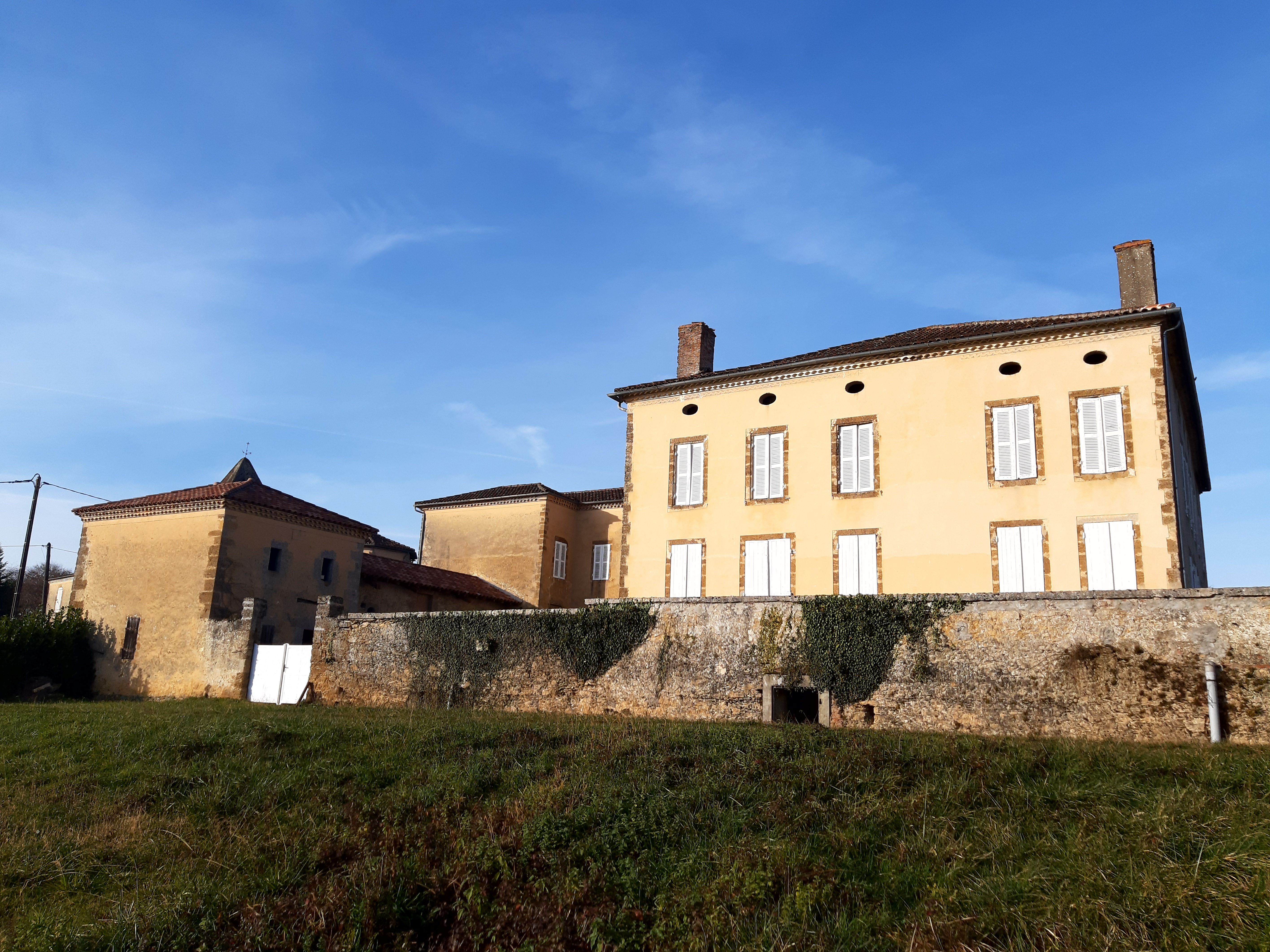
Château Saint-Vidou.
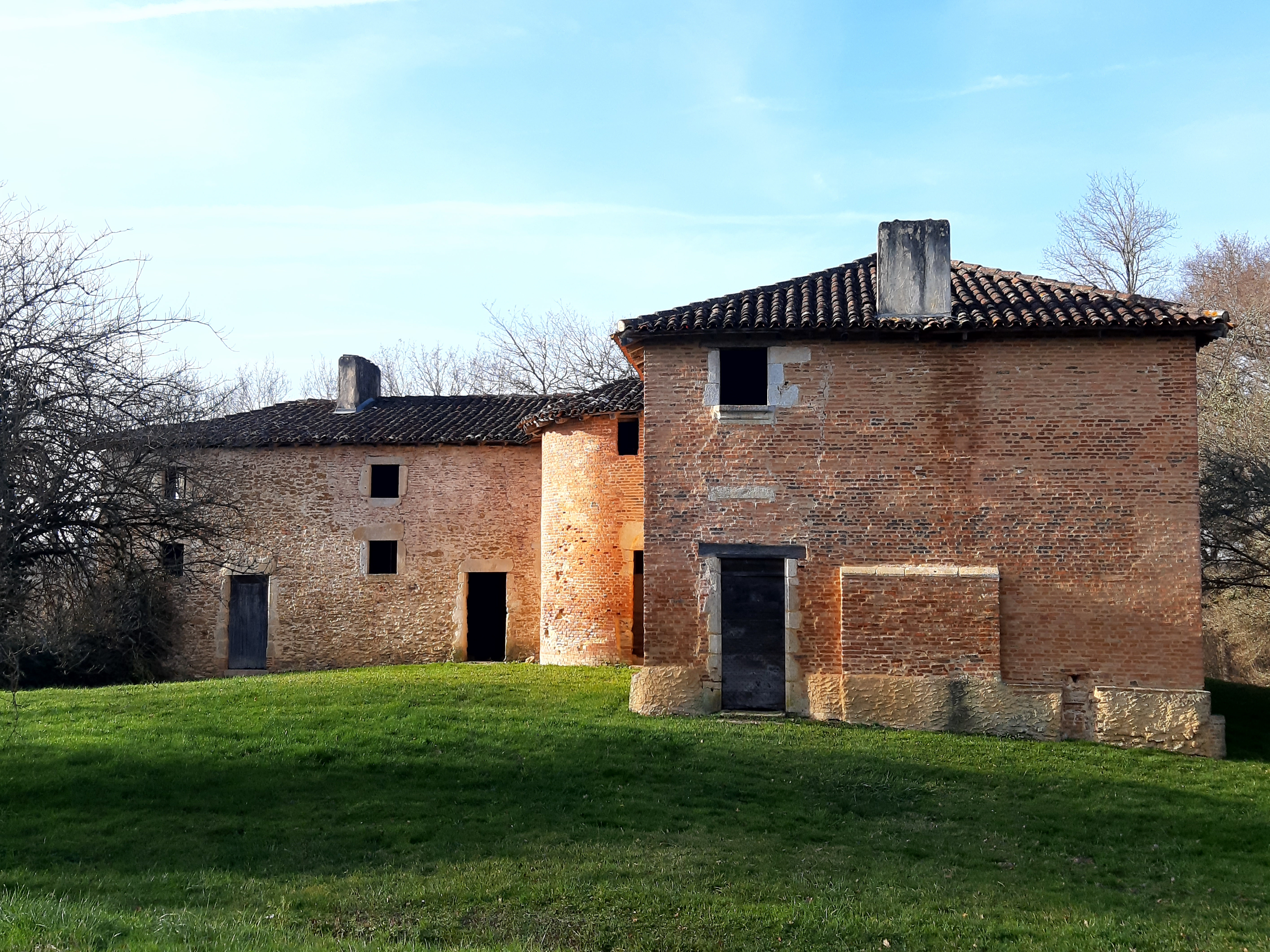
Maison forte de Tampouy.

### Bâtiments administratifs et divers

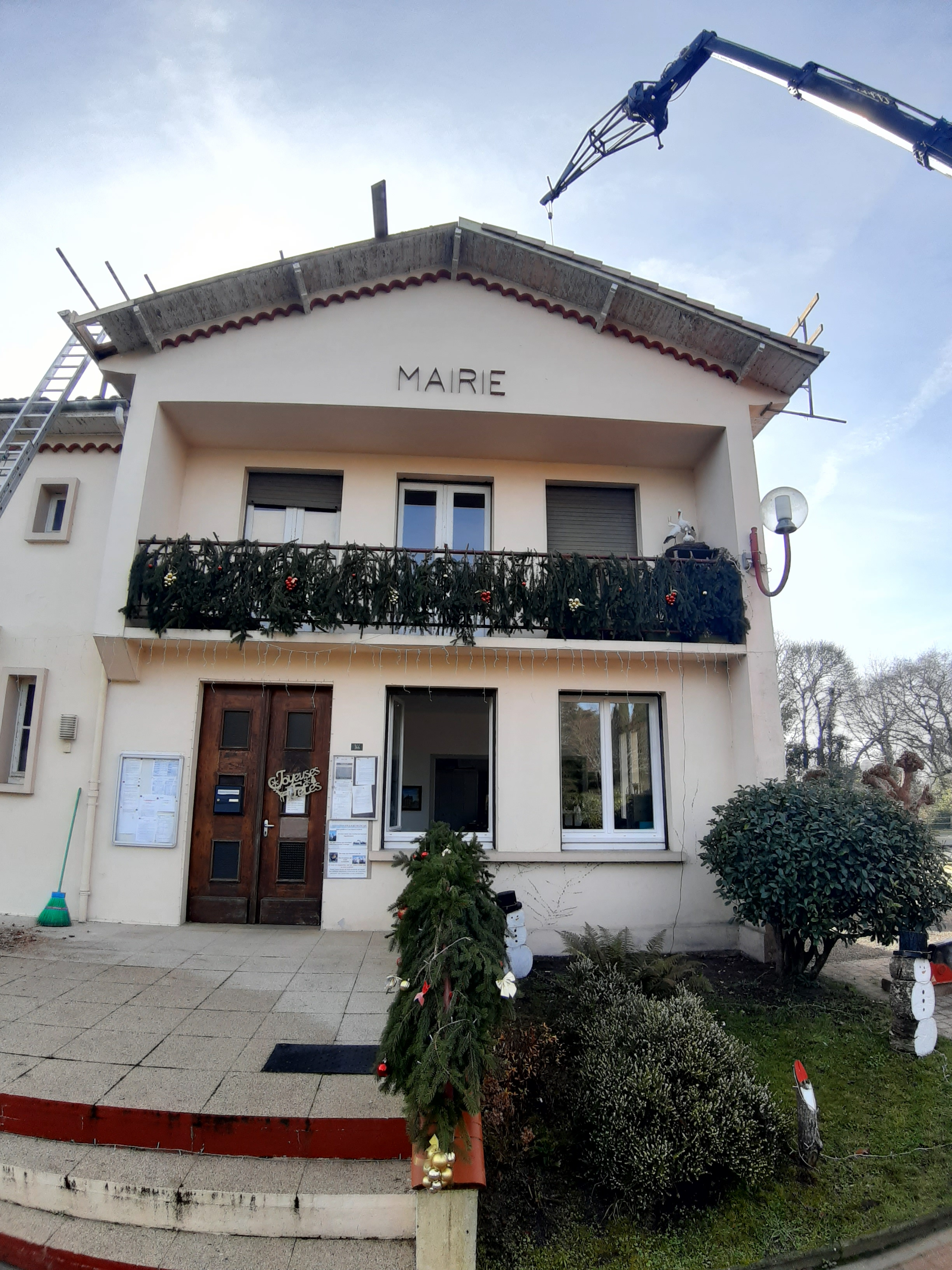
Mairie du Frêche
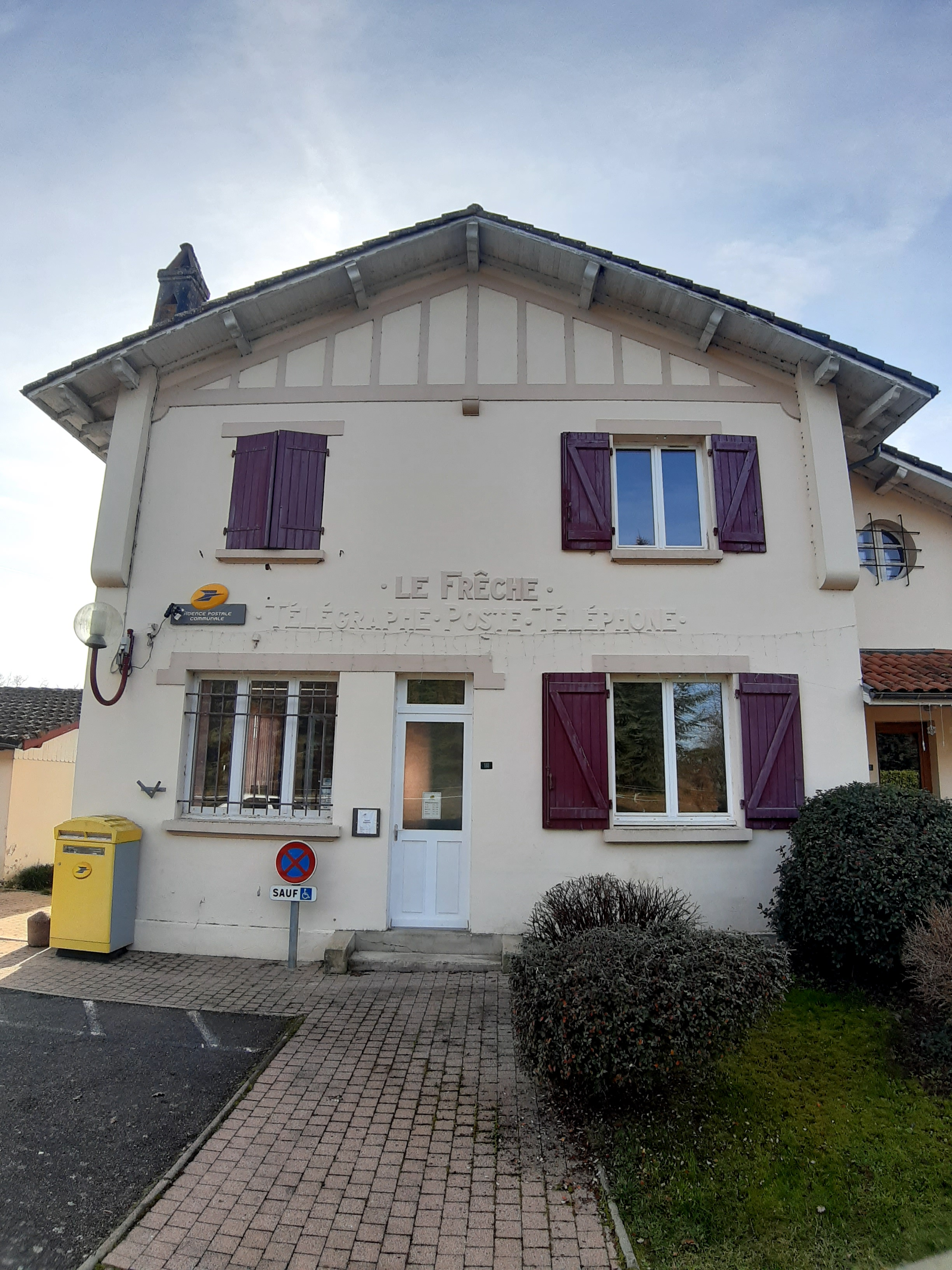
Bureau de poste du Frêche
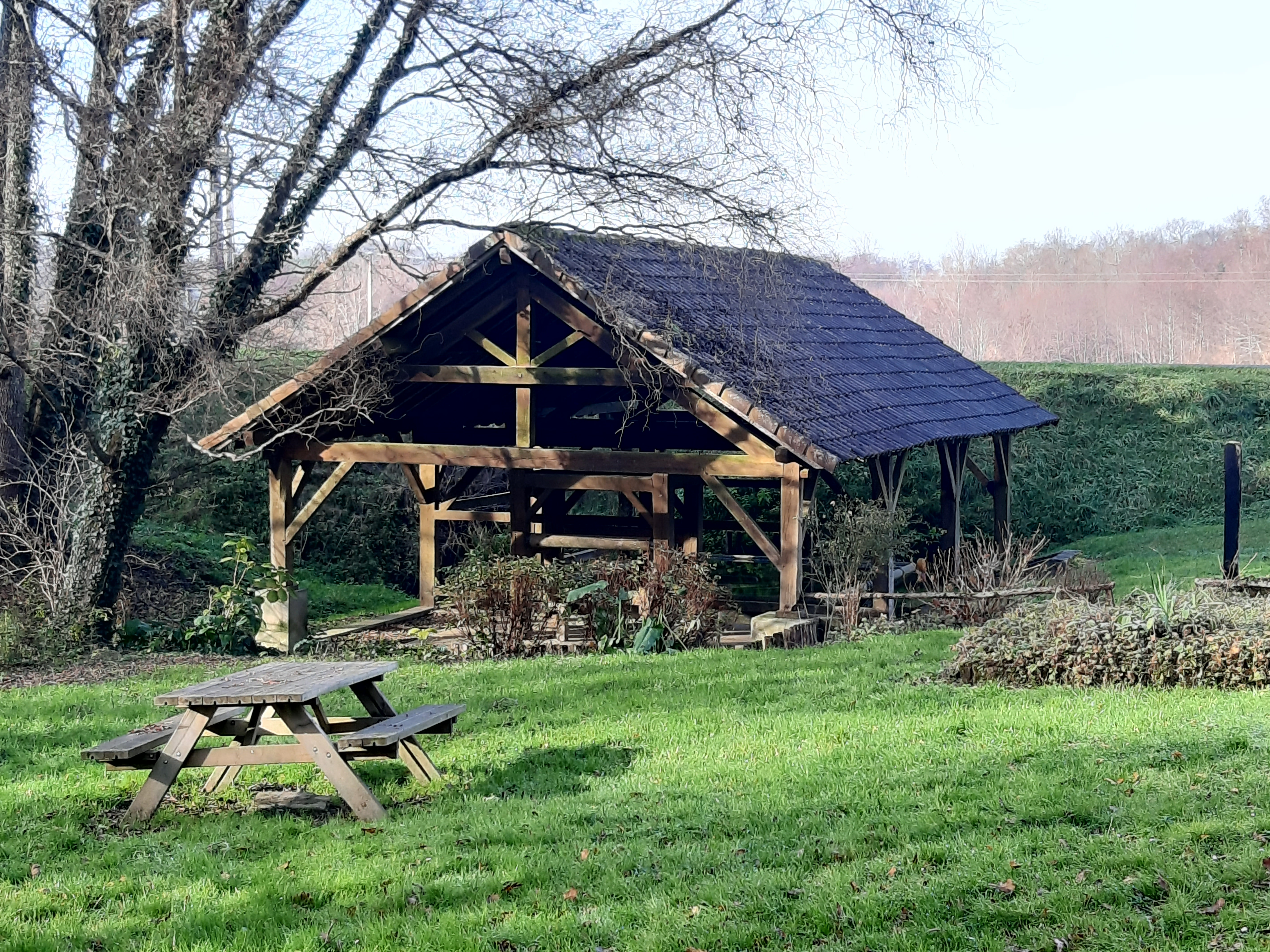
Lavoir construit en 1937.

## Jumelages
- Helfrantzkirch (France)